# 謝爾登·阿德爾森
謝爾登·加里·阿德爾森（英語：Sheldon Gary Adelson，1933年8月1日—2021年1月11日），美國億萬富商。立陶宛裔猶太人。
他是拉斯維加斯金沙集團的董事長以及CEO，公司旗下有威尼斯人(澳門)股份有限公司及位處拉斯維加斯的金沙會議展覽中心。阿德爾森在2004年年底出售了他10%的金沙集團（NYSE： LVS）股份，隨即個人財產暴增。估計其個人財產達233億美元，在福布斯雜誌的2011年全球億萬富翁排行榜中，排名全球第十六，美國第五。在福布斯2019年億萬富翁排行榜中名列第二十四位，資產達到351億美元。在2019年美國400富豪榜，他以345億美元的資產，排名第17名。在2020年9月公佈的福布斯美國400富豪榜排名第19名，資產達298億美元。
2020年，谢尔登·阿德尔森和他的妻子当时向共和党捐赠了7500万美元，希望助特朗普一臂之力以赢得大选胜利。以富豪身分遊說立法機關，讓譴責中共人權法案胎死腹中。2021年1月11日晚去世，终年87岁。

## 個人財富
根據富比世雜誌估計在2007與2008年阿德爾森的資產一度高達265億美元，使他成為美國第三有錢的人。然而2008年拉斯維加斯金沙集團的股價暴跌。2008年11月，拉斯維加斯金沙集團宣布公司可能有跳票的風險，這預示著公司可能面臨倒閉。2008年秋季，阿德爾森斥資10億美元，試圖振興境況不佳的娛樂公司拉斯維加斯金沙集團。自2008年初開始，阿德爾森的股票已經下跌了95%。2008年阿德爾森損失了240億美元，比任何其他的美國億萬富豪都多。2009年，阿德爾森在金融危機中蒙受慘重損失的。在富比士2009年全球億萬富豪榜，他的排名掉到了178名，淨資產只剩34億美元，但在2011年他重新回到了全球第16富有的人，財產總值233億美元。